# Callisburg (Teksas)
Callisburg je grad u američkoj saveznoj državi Teksas. Prema popisu stanovništva iz 2010. u njemu je živjelo 353 stanovnika.